# Exzellenzcluster RESIST
Im Exzellenzcluster RESIST (Resolving infection susceptibility) forschen sechs deutsche Partner-Institutionen unter der Leitung der Medizinischen Hochschule Hannover (MHH) gemeinsam. Seit Januar 2019 wird der Cluster im Rahmen der Exzellenzstrategie des Bundes und der Länder von der Bundesregierung Deutschland und der Deutschen Forschungsgemeinschaft (DFG) gefördert.

## Beschreibung
RESIST besteht aus mehr als 50 interdisziplinären Teams, die an sechs Standorten in Hannover, Braunschweig, Hamburg und Freiburg gemeinsam erforschen, warum Menschen unterschiedlich auf Infektionserreger reagieren. Das Ziel von RESIST ist, individuelle Therapien gegen Infektionserkrankungen zu entwickeln und den Erkrankungen vorzubeugen. Besonders deutlich wurde diese unterschiedliche Anfälligkeit für Infektionen durch die COVID-19-Pandemie. Die RESIST-Teams erforschen sowohl virale und bakterielle Krankheitserreger wie SARS-CoV-2, Herpesviren und Hepatitis-Viren, als auch das menschliche Immunsystem und das Wechselspiel zwischen den Erregern und dem menschlichen Körper. Die Forschenden nutzen dabei klinische Studien, die auf Daten von Patientinnen und Patienten basieren.

## Forschungsbereiche
Die RESIST-Forschung ist in vier Projektbereiche aufgeteilt, die eng verzahnt sind.
- A – Gene
- B – Immunsystem
- C – Bakterien
- D – Viren

Der Bereich A dreht sich um die Frage, welche Rolle die Gene bei der Infektanfälligkeit spielen. Ziel ist es, Menschen, die ein besonderes Infektionsrisiko tragen, frühzeitig vor Infektionen zu schützen – zum Beispiel durch eine Impfung.
Im Bereich B wird erforscht, welche Rolle das Immunsystem bei der Infektanfälligkeit spielt. Besonders anfällig für Infektionen mit Bakterien und Viren sind beispielsweise Neugeborene sowie Seniorinnen und Senioren. RESIST-Teams erforschen das Immunsystem, um herauszufinden, warum das so ist, wie man eine Infektion vorhersagen und optimal behandeln kann.
In den Bereichen C und D erforschen die Teams, wie krankmachende Bakterien und Viren es schaffen, dauerhaft im Körper zu bleiben. Sie können zu großen Problemen führen – beispielsweise bei Herzschrittmachern oder Mukoviszidose- oder Gürtelrose-Kranken.

## Struktur
Sprecher des Exzellenzclusters ist Thomas Schulz, Leiter des Instituts für Virologie der Medizinischen Hochschule Hannover (MHH). Er wird vertreten durch Reinhold Förster vom MHH-Institut für Immunologie und von Gesine Hansen von der MHH-Klinik für Pädiatrische Pneumologie, Allergologie und Neonatologie. Insgesamt sind 52 Arbeitsgruppen aus unterschiedlichen Disziplinen an dem Projekt beteiligt.

## Partner-Institutionen
- Medizinische Hochschule Hannover (MHH)
- Helmholtz-Zentrum für Infektionsforschung (HZI)
- Twincore - Zentrum für Experimentelle und Klinische Infektionsforschung
- Centre for Structural Systems Biology (CSSB)
- Centrum für Chronische Immundefizienz (CCI) Freiburg
- Stiftung Tierärztliche Hochschule Hannover (TiHo)

## Kooperationspartner
- Zentrum für Individualisierte Infektionsmedizin (CiiM)
- Clinical Research Center (CRC) Hannover
- Deutsches Zentrum für Lungenforschung (DZL)
- Deutsches Zentrum für Infektionsforschung (DZIF)
- Universität zu Lübeck